# Cristóbal Martínez-Bordiú
Cristóbal Martínez-Bordiú, X Marquès de Villaverde; (Mancha Real, Jaén, 1 d'agost de 1922 - Madrid, 4 de febrer de 1998) va ser un cardiòleg, cirurgià i noble espanyol, popularment conegut com «el Yernísimo» pel seu matrimoni amb Carmen Franco, filla única del «Generalíssim» Francisco Franco.

## Biografia
Era fill de José María Martínez y Ortega (1890-1970) i de la seva esposa, María de l'O Esperanza Bordiú i Bascarán (1896-1980), VII Comtessa d'Argillo. En el seu bateig, va ser apadrinat pel seu oncle polític, l'advocat José María Sanchiz Sancho, espòs d'Enriqueta Bordiú i Bascarán.
Es va doctorar en Medicina en la Universitat Complutense de Madrid.

## Matrimoni i descendència
Es va casar el 10 d'abril de 1950 amb María del Carmen Franco y Polo, futura duquessa de Franco, amb la qual va tenir set fills. Aquestes noces li va fer adquirir una gran rellevància social a l'Espanya de Franco, a causa de la qual cosa fou conegut popularment com El Yernísimo (en clara al·lusió al títol de Generalísimo del seu sogre).
Encara que la propaganda franquista el presentava com un dels millors cardiòlegs del món, anys després de la seva mort el seu propi fill Francis va reconèixer que el seu pare "potser no era el millor metge d'Espanya". La veritat és que sempre va dedicar més temps al tràfic d'influències (va promoure la importació de les motos Vespa, la qual cosa li va valer el sobrenom de "marquès de Vespaverde", ja que al principi totes eren d'aquest color) i a la bona vida (pel que també se l'anomenava "marquès de Vayavida") que a la medicina. Això no li va impedir acumular càrrecs molt ben remunerats en nombrosos hospitals públics pels quals amb prou feines apareixia. Va ser el primer cirurgià espanyol a efectuar un trasplantament cardíac, al setembre de 1968; el pacient va morir hores més tard (el primer trasplantament realment efectiu a Espanya va ser realitzat pel doctor Josep Maria Caralps i Riera el 1984; el pacient va sobreviure 9 mesos). La maledicència popular assegurava que Martínez-Bordiú "va matar més a La Paz que el seu sogre a la guerra".
Tot i que no intervingué activament en política, va participar en actes polítics donant suport al búnker. Nomenat cap del departament de Cirurgia Toràcica i Cardiovascular del centre especial Ramón y Cajal, de Madrid, li fou incoat un expedient amb motiu de la defunció del pacient d'aquest centre Eugenio Calleja l'agost de 1982. En 1984 fou condemnat a cinc anys de suspensió per "baix rendiment del servei". Després fou director Mèdic de l'Escola Nacional de Malalties del Tòrax fins que va ser destituït en 1986 per la llavors consellera de Salut i Benestar social María Gómez Mendoza. Va recórrer el seu cessament però el 1989 fou ratificat per la Sala Contenciosa-Administrativa de l'Audiència Territorial de Madrid.
Després del divorci de la seva filla gran, va seguir mantenint bones relacions amb el seu ex-gendre Alfons de Borbó i Dampierre; va ser qui li va comunicar la defunció del seu fill Francesc d'Assís després de l'accident que tots dos van tenir, i quan el duc de Cadis va morir tràgicament en 1989 als Estats Units, va acudir al costat de diverses persones a recollir el fèretre d'Alfons de Borbó.

## Descendència
- María del Carmen Martínez-Bordiú y Franco (26 de febrer de 1951). Es va casar amb (1) Alfons de Borbó i Dampierre el 8 de març de 1972 i es va divorciaren 1982, van tenir dos fills; aquest matrimoni es va declarar nul. Es va casar civilment amb (2) Jean-Marie Rossi amb qui va tenir una filla. Posteriorment, va contreure matrimoni canònic en 2006 amb (3) José Campos García del que va divorciar en 2013.
  - Francesc d'Assís de Borbó i Martínez-Bordiú (22 de novembre de 1972 - 7 de febrer de 1984).
  - Lluís Alfons de Borbó i Martínez-Bordiú (25 d'abril de 1974).
  - María Cynthia Rossi y Martínez-Bordiú (28 d'abril de 1985).
- María de la O Martínez-Bordiú y Franco (19 de novembre de 1952). Casada amb Rafael Ardid Villoslada. Amb descendència:
  - Francisco de Borja Ardid y Martínez-Bordiú (20 de desembre de 1975).
  - Jaime Rafael Ardid y Martínez–Bordiú (28 de setembre de 1976).
  - Francisco Javier Ardid y Martínez–Bordiú (7 d'abril de 1987).
- Francisco Franco y Martínez-Bordiú (9 de desembre de 1954). Es va alterar l'ordre dels seus cognoms al seu naixement. II Senyor de Meirás (Gran d'Espanya) i XI Marquès de Villaverde; casat (1) en 1981 amb María de Suelves y Figueroa, descendent de Francesc de Paula de Borbó i Castellví, filla del marquès de Tamarit; i (2) ambMiriam Guisasola Carrión (2001):
  - Francisco Franco de Suelves (30 de novembre de 1982).
  - Juan José Franco de Suelves (29 de setembre de 1985).
  - Álvaro Franco y Guisasola (15 d'agost de 1994).
  - Miriam Franco y Guisasola (5 de febrer de 1996).
- María del Mar Martínez-Bordiú y Franco (6 de juliol de 1956). Divorciada de Joaquín José Giménez-Arnau Puente. Amb descendència. Casada en segones noces amb Gregor Tamler. Es divorciaren en 1991. No van tenir descendència.
  - Leticia Giménez-Arnau y Martínez-Bordiú (25 de gener de 1979).
- José Cristóbal Martínez-Bordiú y Franco (10 de febrer de 1958). Divorciat de María José Toledo López. Amb descendència:
  - Daniel Martínez-Bordiú y Toledo (11 de juny de 1990).
  - Diego Martínez-Bordiú y Toledo (4 de maig de 1998).
- María de Aránzazu Martínez-Bordiú y Franco (16 de setembre de 1962). Casada amb Claudio Quiroga Ferro.
- Jaime Felipe Martínez-Bordiú y Franco (8 de juliol de 1964). Divorciat de Nuria March Almela. Amb descendència:
  - Jaime Martínez-Bordiú y March (13 de novembre de 1999).

## Distincions honorífiques
- Cavaller Gran Creu de la Reial Orde d'Isabel la Catòlica (20/01/1976).[12]
- Cavaller Gran Creu de l'Orde Civil de Sanitat.
- Cavaller de l'Orde del Sant Sepulcre de Jerusalem.
- Medalla d'Or de l'Orde al Mèrit Turístic (18/07/1970).[13]

## Arbre genealògic
|  |                                                                      |  |  |  |  |  |  |  |  |  |  |  |  |  |  |  |
|  | 16. Andrés Martínez de Godoy y López-Monroy                          |  |  |  |  |  |  |  |  |  |  |  |  |  |  |  |
|  |                                                                      |  |  |  |  |  |  |  |  |  |  |  |  |  |  |  |
|  |                                                                      |  |  |  |  |  |  |  |  |  |  |  |  |  |  |  |
|  | 8. Tomás Martínez y Rodríguez                                        |  |  |  |  |  |  |  |  |  |  |  |  |  |  |  |
|  |                                                                      |  |  |  |  |  |  |  |  |  |  |  |  |  |  |  |
|  |                                                                      |  |  |  |  |  |  |  |  |  |  |  |  |  |  |  |
|  | 17. María de la Concepción Rodríguez                                 |  |  |  |  |  |  |  |  |  |  |  |  |  |  |  |
|  |                                                                      |  |  |  |  |  |  |  |  |  |  |  |  |  |  |  |
|  |                                                                      |  |  |  |  |  |  |  |  |  |  |  |  |  |  |  |
|  | 4. Andrés Martínez y Cobo de Guzmán                                  |  |  |  |  |  |  |  |  |  |  |  |  |  |  |  |
|  |                                                                      |  |  |  |  |  |  |  |  |  |  |  |  |  |  |  |
|  |                                                                      |  |  |  |  |  |  |  |  |  |  |  |  |  |  |  |
|  | 18. Luis Cobo de Guzmán y Sánchez                                    |  |  |  |  |  |  |  |  |  |  |  |  |  |  |  |
|  |                                                                      |  |  |  |  |  |  |  |  |  |  |  |  |  |  |  |
|  |                                                                      |  |  |  |  |  |  |  |  |  |  |  |  |  |  |  |
|  | 9. Josefa Isabel Cobo de Guzmán y Ardio                              |  |  |  |  |  |  |  |  |  |  |  |  |  |  |  |
|  |                                                                      |  |  |  |  |  |  |  |  |  |  |  |  |  |  |  |
|  |                                                                      |  |  |  |  |  |  |  |  |  |  |  |  |  |  |  |
|  | 19. Quiteria Ventura Ardio y Martínez de Godoy                       |  |  |  |  |  |  |  |  |  |  |  |  |  |  |  |
|  |                                                                      |  |  |  |  |  |  |  |  |  |  |  |  |  |  |  |
|  |                                                                      |  |  |  |  |  |  |  |  |  |  |  |  |  |  |  |
|  | 2. José María Martínez y Ortega                                      |  |  |  |  |  |  |  |  |  |  |  |  |  |  |  |
|  |                                                                      |  |  |  |  |  |  |  |  |  |  |  |  |  |  |  |
|  |                                                                      |  |  |  |  |  |  |  |  |  |  |  |  |  |  |  |
|  | 20. José Ortega y Torres                                             |  |  |  |  |  |  |  |  |  |  |  |  |  |  |  |
|  |                                                                      |  |  |  |  |  |  |  |  |  |  |  |  |  |  |  |
|  |                                                                      |  |  |  |  |  |  |  |  |  |  |  |  |  |  |  |
|  | 10. José Ortega y Melgarejo                                          |  |  |  |  |  |  |  |  |  |  |  |  |  |  |  |
|  |                                                                      |  |  |  |  |  |  |  |  |  |  |  |  |  |  |  |
|  |                                                                      |  |  |  |  |  |  |  |  |  |  |  |  |  |  |  |
|  | 21. Catalina Melgarejo y Morales de los Ríos                         |  |  |  |  |  |  |  |  |  |  |  |  |  |  |  |
|  |                                                                      |  |  |  |  |  |  |  |  |  |  |  |  |  |  |  |
|  |                                                                      |  |  |  |  |  |  |  |  |  |  |  |  |  |  |  |
|  | 5. Catalina Ortega y Toledo                                          |  |  |  |  |  |  |  |  |  |  |  |  |  |  |  |
|  |                                                                      |  |  |  |  |  |  |  |  |  |  |  |  |  |  |  |
|  |                                                                      |  |  |  |  |  |  |  |  |  |  |  |  |  |  |  |
|  | 22. Juan María Toledo y Pérez                                        |  |  |  |  |  |  |  |  |  |  |  |  |  |  |  |
|  |                                                                      |  |  |  |  |  |  |  |  |  |  |  |  |  |  |  |
|  |                                                                      |  |  |  |  |  |  |  |  |  |  |  |  |  |  |  |
|  | 11. Angustias Toledo y Vico                                          |  |  |  |  |  |  |  |  |  |  |  |  |  |  |  |
|  |                                                                      |  |  |  |  |  |  |  |  |  |  |  |  |  |  |  |
|  |                                                                      |  |  |  |  |  |  |  |  |  |  |  |  |  |  |  |
|  | 23. María de la Fuensanta Vico y Ogáyar                              |  |  |  |  |  |  |  |  |  |  |  |  |  |  |  |
|  |                                                                      |  |  |  |  |  |  |  |  |  |  |  |  |  |  |  |
|  |                                                                      |  |  |  |  |  |  |  |  |  |  |  |  |  |  |  |
|  | 1. Cristóbal Martínez-Bordiú, X Marqués de Villaverde                |  |  |  |  |  |  |  |  |  |  |  |  |  |  |  |
|  |                                                                      |  |  |  |  |  |  |  |  |  |  |  |  |  |  |  |
|  |                                                                      |  |  |  |  |  |  |  |  |  |  |  |  |  |  |  |
|  | 24. Cristóbal Bordiú y Góngora                                       |  |  |  |  |  |  |  |  |  |  |  |  |  |  |  |
|  |                                                                      |  |  |  |  |  |  |  |  |  |  |  |  |  |  |  |
|  |                                                                      |  |  |  |  |  |  |  |  |  |  |  |  |  |  |  |
|  | 12. Luis Bordiú y Garcés de Marcilla, VIII Marqués de Villaverde     |  |  |  |  |  |  |  |  |  |  |  |  |  |  |  |
|  |                                                                      |  |  |  |  |  |  |  |  |  |  |  |  |  |  |  |
|  |                                                                      |  |  |  |  |  |  |  |  |  |  |  |  |  |  |  |
|  | 25. Antonina Garcés de Marcilla y Muñoz de Pamplona                  |  |  |  |  |  |  |  |  |  |  |  |  |  |  |  |
|  |                                                                      |  |  |  |  |  |  |  |  |  |  |  |  |  |  |  |
|  |                                                                      |  |  |  |  |  |  |  |  |  |  |  |  |  |  |  |
|  | 6. Cristóbal Bordiú y Prat, IX Marqués de Villaverde                 |  |  |  |  |  |  |  |  |  |  |  |  |  |  |  |
|  |                                                                      |  |  |  |  |  |  |  |  |  |  |  |  |  |  |  |
|  |                                                                      |  |  |  |  |  |  |  |  |  |  |  |  |  |  |  |
|  | 26. N. de Prat y Miralles                                            |  |  |  |  |  |  |  |  |  |  |  |  |  |  |  |
|  |                                                                      |  |  |  |  |  |  |  |  |  |  |  |  |  |  |  |
|  |                                                                      |  |  |  |  |  |  |  |  |  |  |  |  |  |  |  |
|  | 13. María del Carmen de Prat y Sánchez-Salvador                      |  |  |  |  |  |  |  |  |  |  |  |  |  |  |  |
|  |                                                                      |  |  |  |  |  |  |  |  |  |  |  |  |  |  |  |
|  |                                                                      |  |  |  |  |  |  |  |  |  |  |  |  |  |  |  |
|  | 27. N. Sánchez-Salvador y Barrenechea                                |  |  |  |  |  |  |  |  |  |  |  |  |  |  |  |
|  |                                                                      |  |  |  |  |  |  |  |  |  |  |  |  |  |  |  |
|  |                                                                      |  |  |  |  |  |  |  |  |  |  |  |  |  |  |  |
|  | 3. María de la O Esperanza Bordiú y Bascarán, VII Condesa de Argillo |  |  |  |  |  |  |  |  |  |  |  |  |  |  |  |
|  |                                                                      |  |  |  |  |  |  |  |  |  |  |  |  |  |  |  |
|  |                                                                      |  |  |  |  |  |  |  |  |  |  |  |  |  |  |  |
|  | 28. Julián de Bascarán y Lascurain, Brigadier                        |  |  |  |  |  |  |  |  |  |  |  |  |  |  |  |
|  |                                                                      |  |  |  |  |  |  |  |  |  |  |  |  |  |  |  |
|  |                                                                      |  |  |  |  |  |  |  |  |  |  |  |  |  |  |  |
|  | 14. José de Bascarán y Federic                                       |  |  |  |  |  |  |  |  |  |  |  |  |  |  |  |
|  |                                                                      |  |  |  |  |  |  |  |  |  |  |  |  |  |  |  |
|  |                                                                      |  |  |  |  |  |  |  |  |  |  |  |  |  |  |  |
|  | 29. Elena de Federic y Gayoso de los Cobos                           |  |  |  |  |  |  |  |  |  |  |  |  |  |  |  |
|  |                                                                      |  |  |  |  |  |  |  |  |  |  |  |  |  |  |  |
|  |                                                                      |  |  |  |  |  |  |  |  |  |  |  |  |  |  |  |
|  | 7. María de la O de Bascarán y Reina                                 |  |  |  |  |  |  |  |  |  |  |  |  |  |  |  |
|  |                                                                      |  |  |  |  |  |  |  |  |  |  |  |  |  |  |  |
|  |                                                                      |  |  |  |  |  |  |  |  |  |  |  |  |  |  |  |
|  | 30. N. de Reina                                                      |  |  |  |  |  |  |  |  |  |  |  |  |  |  |  |
|  |                                                                      |  |  |  |  |  |  |  |  |  |  |  |  |  |  |  |
|  |                                                                      |  |  |  |  |  |  |  |  |  |  |  |  |  |  |  |
|  | 15. María Adelaida de Reina Visset-Fernández de Córdoba              |  |  |  |  |  |  |  |  |  |  |  |  |  |  |  |
|  |                                                                      |  |  |  |  |  |  |  |  |  |  |  |  |  |  |  |
|  |                                                                      |  |  |  |  |  |  |  |  |  |  |  |  |  |  |  |
|  | 31. N. Visset-Fernández de Córdoba                                   |  |  |  |  |  |  |  |  |  |  |  |  |  |  |  |
|  |                                                                      |  |  |  |  |  |  |  |  |  |  |  |  |  |  |  |
|  |                                                                      |  |  |  |  |  |  |  |  |  |  |  |  |  |  |  |